# Gimouille
Gimouille is een gemeente in het Franse departement Nièvre (regio Bourgogne-Franche-Comté) en telt 479 inwoners (2009). De plaats maakt deel uit van het arrondissement Nevers.

## Geografie
De oppervlakte van Gimouille bedraagt 14,5 km², de bevolkingsdichtheid is 33,6 inwoners per km².
De onderstaande kaart toont de ligging van Gimouille met de belangrijkste infrastructuur en aangrenzende gemeenten.

## Demografie
Onderstaande figuur toont het verloop van het inwonertal (bron: INSEE-tellingen).